# SK Austria Klagenfurt (2007)
Austria Klagenfurt is een Oostenrijkse voetbalclub uit de Karinthische hoofdstad Klagenfurt. De club speelt in de Bundesliga. De club is opgericht in 2007 en de traditionele kleuren zijn violet en wit.
De huidige vereniging behoort niet verward te worden met het oude SK Austria Klagenfurt, dat dezelfde clubkleuren had en later na enkele fusies is verdergegaan als FC Kärnten. Ook het reeds opgeheven SK Austria Kärnten dient niet met de huidige club verwisseld te worden. Na het faillissement van Austria Kärnten heeft de club wel spelers van hen overgenomen.

## Geschiedenis

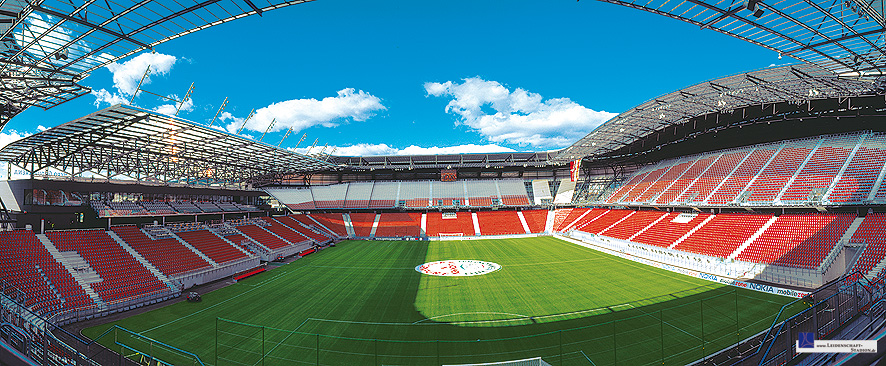
Het Wörthersee Stadion is een van de grootste stadions van Oostenrijk.

SK Austria Klagenfurt werd opgericht in 2007, maar kwam pas sinds 2010 uit in de Oostenrijkse voetbalpiramide na een fusie met SC St. Stefan im Lavanttal. De licentie werd van laatstgenoemde club overgenomen, waardoor het in 2010 startte in de Regionalliga Mitte, het derde niveau. Bij de start in de voetbalpiramide ontving men van de stad Klagenfurt 350.000 euro aan subsidie. Dit was een gedeelte van de 1,3 miljoen euro die eigenlijk voorzien was als ondersteuning voor SK Austria Kärnten. Deze vereniging kreeg echter geen licentie voor de Bundesliga en vroeg uiteindelijk een faillissement aan, waardoor de gelden vrijkwamen.  
Na vijf seizoenen werden de paars-witten afdelingskampioen in de Regionalliga. In de hierop volgende promotieplay-offs werd SC-ESV Parndorf over twee wedstrijden verslagen, waardoor het promoveerde naar het profvoetbal. Na één seizoen degradeerde het alweer - ondanks een achtste plaats in de competitie - terug naar de Regionalliga, omdat het geen proflicentie kreeg toegewezen van de licentiecommissie. 
Door de competitiehervorming in 2018 konden de paars-witten vanwege een versoepelde promotieregeling opnieuw stijgen naar het tweede niveau, dat vanaf dat seizoen verdergaat onder de naam 2. Liga. In 2020 werd Austria Klagenfurt de enig overgebleven concurrent van SV Ried. Laatstgenoemde promoveerde uiteindelijk als kampioen naar de Bundesliga door een beter doelsaldo. Het jaar erop eindigden de paars-witten als derde, maar omdat kampioen Blau-Weiß Linz en FC Liefering geen licentie aanvroegen voor de Bundesliga, mocht Austria Klagenfurt als nummer drie van de ranglijst promotie-/degradatiewedstrijden spelen. Over twee wedstrijden waren de violetten duidelijk de betere tegen herkanser SKN St. Pölten (4–0 thuis, 0–1 uit), waardoor het promotie naar de Bundesliga bewerkstelligde.  
Met de promotie naar de Bundesliga keerde ook de Karinthische derby na 36 seizoenen weer terug. In 1984/85 werd voor het laatst een derby gespeeld op het hoogste niveau, toen was SV Spittal/Drau de andere ploeg uit de deelstaat. In het seizoen 2021/22 nemen Austria Klagenfurt en Wolfsberger AC deel aan de Bundesliga. Gelijk op de eerste speeldag vond de Karinthische derby plaats in het Wörthersee Stadion. Er waren 13.000 toeschouwers aanwezig bij het 1–1-gelijkspel. 

## Overzichtslijsten

### Eindklasseringen vanaf 2011
- 2011 7e
Regionalliga
- 2012 6e
Regionalliga
- 2013 8e
Regionalliga
- 2014 5e
Regionalliga
- 2015 1e
Regionalliga
- 2016 8e
2. Liga
- 2017 12e
Regionalliga
- 2018 5e
Regionalliga
- 2019 8e
2. Liga
- 2020 2e
2. Liga
- 2021 3e
2. Liga
- 2022 6e
Bundesliga
- 2023 6e
Bundesliga
- 2024 6e
Bundesliga

- Bundesliga
- 2. Liga
- Regionalliga

De 2. Liga stond tot en met 2018 bekend als Erste Liga.

### Seizoensresultaten vanaf 2011
| Seizoen   | №  | Clubs | Divisie            | Duels | Winst | Gelijk | Verlies | Doelsaldo | Punten | Tsch  |
| --------- | -- | ----- | ------------------ | ----- | ----- | ------ | ------- | --------- | ------ | ----- |
| 2010–2011 | 7  | 16    | Regionalliga Mitte | 30    | 11    | 10     | 9       | 42–37     | 43     |       |
| 2011–2012 | 6  | 16    | Regionalliga Mitte | 30    | 13    | 6      | 11      | 44–36     | 45     |       |
| 2012–2013 | 8  | 16    | Regionalliga Mitte | 28    | 9     | 8      | 11      | 40–48     | 35     | 561   |
| 2013–2014 | 5  | 16    | Regionalliga Mitte | 30    | 13    | 5      | 12      | 55–68     | 44     | 470   |
| 2014–2015 | 1  | 16    | Regionalliga Mitte | 30    | 20    | 5      | 5       | 68–26     | 65     | 643   |
| 2015–2016 | 8  | 10    | Erste Liga         | 36    | 8     | 10     | 18      | 43–62     | 34     | 988   |
| 2016–2017 | 12 | 16    | Regionalliga Mitte | 30    | 10    | 5      | 15      | 43–61     | 35     | 322   |
| 2017–2018 | 5  | 16    | Regionalliga Mitte | 30    | 14    | 6      | 10      | 57–48     | 48     | 275   |
| 2018–2019 | 8  | 16    | 2. Liga            | 30    | 9     | 14     | 7       | 43–35     | 41     | 1.180 |
| 2019–2020 | 2  | 16    | 2. Liga            | 30    | 19    | 7      | 4       | 65–36     | 64     | 886   |
| 2020–2021 | 3  | 16    | 2. Liga            | 30    | 17    | 8      | 5       | 64–32     | 59     |       |
| 2021–2022 | 6  | 12    | Bundesliga         | 32    | 8     | 12     | 12      | 43–57     | 21     |       |
| 2022–2023 | 6  | 12    | Bundesliga         | 32    | 11    | 5      | 16      | 45–63     | 23     |       |